# Bölkow Bo 105

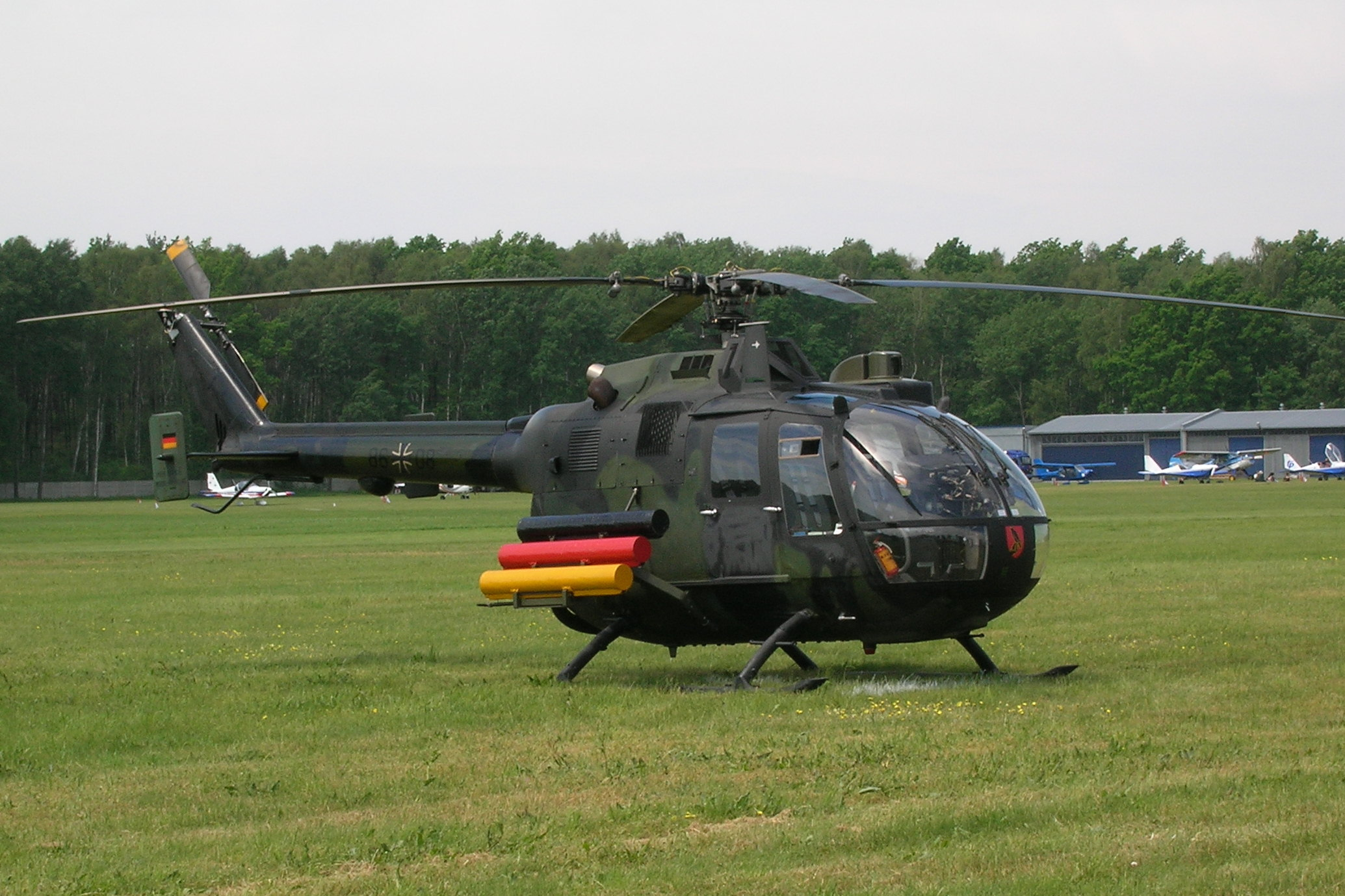
Le Bo 105 PAH 1 : version antichar armée de missiles HOT exceptionnellement aux couleurs de la RFA

Le Bo 105 est un hélicoptère léger bimoteur polyvalent allemand développé à partir de 1961 par Ludwig Bölkow et Emil Weiland (cs).

## Historique
Ludwig Bölkow et Emil Weiland (cs) avaient travaillé sur des projets d'hélicoptères depuis 1955 au sein de la Sté Bölkow Entwicklungen KG. Interdiction étant faite à l'Allemagne par les puissances alliées depuis la Seconde Guerre mondiale de posséder une industrie aéronautique, Bölkow devait rattraper un retard technologique important et faire face à une forte concurrence. Il fallait trouver un créneau commercial dans lequel l'Allemagne de l'Ouest pouvait s'imposer face aux modèles bien établis (voir Sikorsky, Piasecki). Ce qui manquait était un hélicoptère léger, sûr (d'où sa bimotorisation, la redondance des systèmes essentiels et un rotor principal haut placé) et en même temps de maintenance aisée, facile à piloter, notamment pour les missions de sauvetage, et économique.
Le Bo 105 se distingua comme étant le premier au monde équipé d'une tête rotor en titane et de pales sans articulations de traînée et de battement (voir Les principes de fonctionnement des hélicoptères). Ceci était rendu possible grâce à l'utilisation de résine renforcée par de la fibre de verre. 
Le Bo 105 fut le premier au monde à pouvoir faire des loopings.
Le prototype du Bo 105 fit son premier vol le 16 février 1967. Après avoir d'abord essayé d'utiliser des turbines de fabrication allemande, le moteur sélectionné pour la série fut l'Allison 250.
Avant même le lancement de la fabrication en série, la société avait fusionné pour former Messerschmitt-Bölkow-Blohm (MBB). Les divisions hélicoptères des groupes allemand MBB et français Aérospatiale fusionnèrent plus tard pour former Eurocopter qui a continué de produire le Bo 105 jusqu'en 1997. Eurocopter réalisa en 1994 sous la désignation « Bo 105 CBS-5 » une version modernisée. En plus de la cabine allongée de 25 cm, le CBS-5 était équipé d'un rotor principal optimisé issu d'un programme de revalorisation de la Bundeswehr, et une boîte de transmission principale FS 110 qui fut d'abord installée sur les versions militaires Bo 105M et P. 
Le Bo 105 permit au début des années 1970 de constituer le réseau de recherche et sauvetage aérien de l'Allemagne de l'Ouest. Par comparaison avec les modèles concurrents de l'époque, le Bo 105 se distinguait par sa cabine relativement spacieuse permettant d'administrer des soins à un patient allongé, bien que l'on n'avait pas accès à ses jambes ! Le modèle amélioré CBS-5 permettait de pallier cet inconvénient.
Le Bo 105 ne remplissant plus les exigences de l'Union européenne JAR-OPS 3, il est remplacé par les organismes de sauvetage par l'EC135.
Un total de près de 1 400 exemplaires ont été construits en 30 ans dont environ 400 sont en service en 2017.
Le Bo 105 a été utilisé pour quelques séries ou films tels que 007: Spectre où dans la scène d'introduction, l'on voit un Bo 105 effectuer des loopings et tonneaux. Il est utilisé pour l'évasion du premier criminel recruté par L'ex-commissaire divisionnaire Charles Dreyfus dans Quand la Panthère rose s'emmêle.
C'est également l'hélicoptère de la brigade autoroutière de la série allemande Alerte Cobra. Il est utilisé dans de très nombreux épisodes, même encore actuellement.

## Versions militaires

### Bo 105M (VBH)
(VBH pour « Verbindungshubschrauber », en français : « hélicoptère de liaison »)
Il s'agit d'une version mise en œuvre par les Heeresfliegertruppe (l'ALAT allemande) :  
- transport de personnels
- vols de liaison
- évacuation sanitaire
- entraînement
- observation et reconnaissance
- missions tactiques

Cette version a été entre-temps remplacée par des  Bo 105P-1A1.

### Bo 105P (PAH-1)
Le PAH-1 est l'hélicoptère antichar de la Bundeswehr. Il est équipé de six missiles HOT. L'installation de postes de tir en fait une version Bo 105P-1M. Il a été peu à peu remplacé par le PAH 1A1 qui laissera, à partir de 2008, la place au Tigre.
La variante Bo 105P-1A1 est une version revalorisée du Bo 105P.

## Utilisateurs

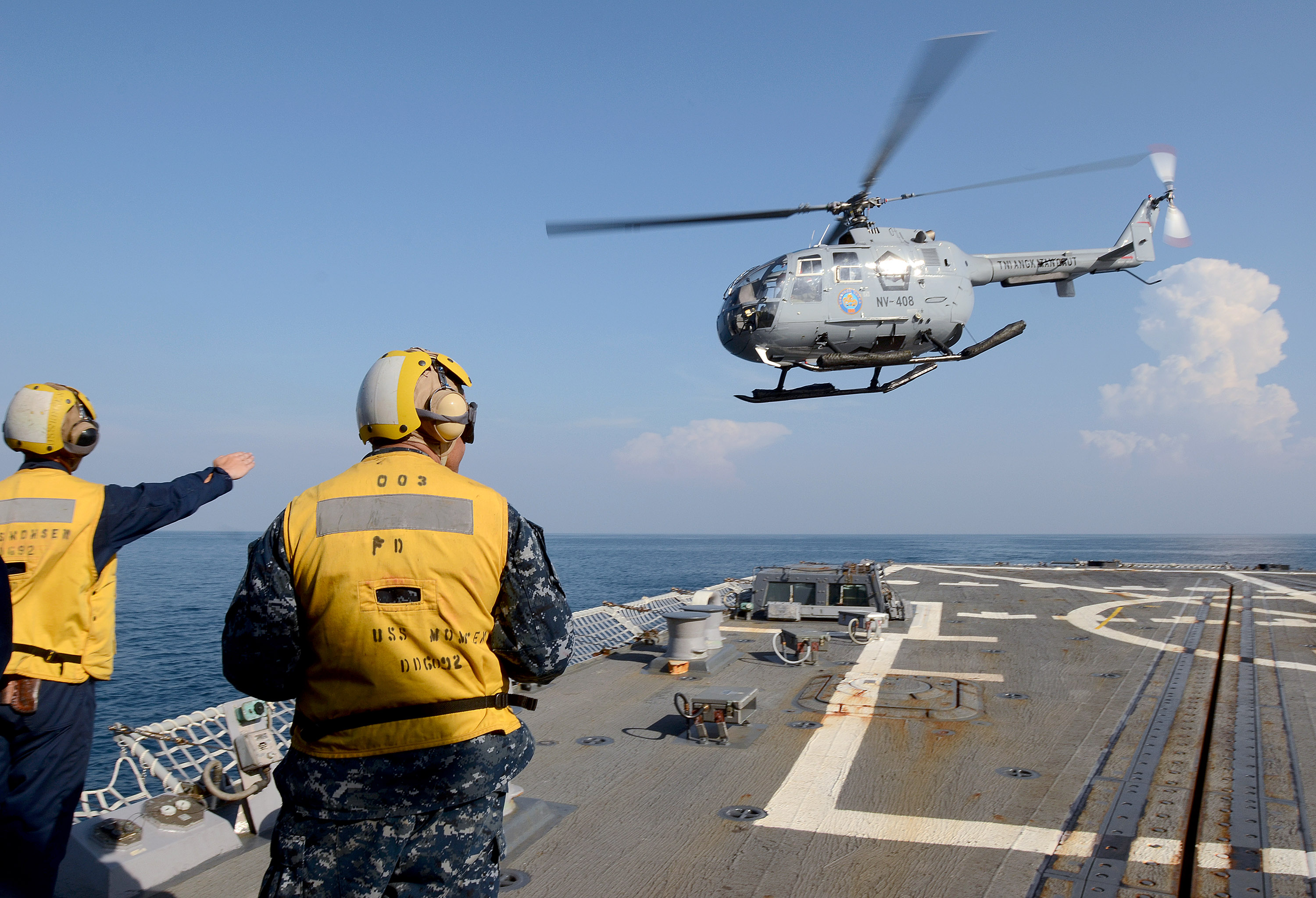
NBo 105 de la marine indonésienne se posant sur le destroyer USS Momsen (DDG 92) de l'US Navy lors d'un exercice en 2013 en mer de Java.

Le Bo 105 a été utilisé dans plusieurs pays :
- Albanie
- Allemagne
- Bahreïn
- Canada : Garde côtière canadienne
- Chili
- Colombie
- Corée du Sud
- Émirats arabes unis
- Espagne
- Indonésie (NBo 105 construits par Dirgantara Indonesia)
- Irak  (20 Bo 105C livrés entre 1976 et 1982, 6 BO 105L livrés en 1988[2])
- Jordanie
- Lesotho
- Macédoine
- Nigeria
- Pérou
- Philippines (3 en service dans la Marine philippine, depuis les années 2000, 4 d'occasion livrés à partir de 2021 en service fin 2022 dans l'aviation légère de l'armée philippine[3])
- Suède
- Suisse : Garde aérienne suisse de sauvetage
- Trinité-et-Tobago